# Leonarda Čermak
Leonarda Čermak (Karlovac, 1921. - Zagreb 1999.) hrvatska slikarica i konzervatorica restauratorica.
U Zagrebu 1940. završila gimnaziju, 1941. upisala Akademiju likovnih umjetnosti, gdje je diplomirala 1954. u klasi Jerolima Miše. Od 1952. zaposlena u Restauratorskom zavodu JAZU u Zagrebu, bila na specijalizaciji u Cortauld Institute of Art i National Gallery u Londonu (1954./55., 1956./57.). Voditeljica Zavoda od 1968. do umirovljenja 1979.